# Championnat de Pologne de football 1951
Navigation
Édition précédente Édition suivante
La saison 1951 du championnat de Pologne est la vingt-troisième saison de l'histoire de la compétition. Cette édition a été remportée par l'Unia Chorzów.

## Les clubs participants
| Club                 | Ville    |
| -------------------- | -------- |
| Budowlani Chorzów    | Chorzów  |
| CWKS Varsovie        | Varsovie |
| Gornik Radlin        | Radlin   |
| Gwardia Cracovie     | Cracovie |
| Gwardia Szczecin     | Szczecin |
| Kolejarz Poznań      | Poznań   |
| Kolejarz Varsovie    | Varsovie |
| LKS Łódź             | Lódź     |
| Ogniwo Bytom         | Bytom    |
| Ogniwo Cracovie      | Cracovie |
| Unia Chorzów         | Chorzów  |
| Związkowiec Cracovie | Cracovie |

## Compétition

### Classement
| Rang | Équipe               | Pts | J  | G  | N | P  | Bp | Bc | Diff |
| ---- | -------------------- | --- | -- | -- | - | -- | -- | -- | ---- |
| 1    | Gwardia Cracovie     | 32  | 22 | 13 | 6 | 3  | 43 | 13 | +30  |
| 2    | Górnik Radlin        | 29  | 22 | 12 | 5 | 5  | 41 | 28 | +13  |
| 3    | CWKS Varsovie        | 27  | 22 | 12 | 3 | 7  | 37 | 31 | +6   |
| 4    | Budowlani Chorzów    | 25  | 22 | 12 | 1 | 9  | 34 | 23 | +11  |
| 5    | Ogniwo Cracovie      | 25  | 22 | 10 | 5 | 7  | 33 | 31 | +2   |
| 6    | Unia Chorzów (C)     | 24  | 22 | 11 | 2 | 9  | 46 | 35 | +11  |
| 7    | Kolejarz Varsovie    | 23  | 22 | 10 | 3 | 9  | 33 | 28 | +5   |
| 8    | Kolejarz Poznań      | 23  | 22 | 10 | 3 | 9  | 35 | 37 | -2   |
| 9    | ŁKS Łódź             | 18  | 22 | 7  | 4 | 11 | 22 | 32 | -10  |
| 10   | Ogniwo Bytom (P)     | 16  | 22 | 5  | 6 | 11 | 16 | 26 | -10  |
| 11   | Związkowiec Cracovie | 15  | 22 | 4  | 7 | 11 | 30 | 42 | -12  |
| 12   | Gwardia Szczecin (P) | 7   | 22 | 1  | 5 | 16 | 17 | 61 | -44  |

| Légende | Légende                                                      |
| ------- | ------------------------------------------------------------ |
|         | Champion de Pologne                                          |
|         | Relégation en II Liga                                        |
|         | (P) : Promu (C) : Vainqueur de la Coupe de Pologne 1950-1951 |

## Bilan de la saison
| Tableau d'Honneur |              |
| Compétition       | Vainqueur    |
| I Liga            | Unia Chorzów |
| Coupe de Pologne  | Unia Chorzów |

| Promotions et relégations |                                       |
| Relégués en II Liga       | Związkowiec Cracovie Gwardia Szczecin |
| Promus de II Liga         | Budowlani Gdańsk OWKS Cracovie        |

## Meilleurs buteurs
| # | Joueur                | Équipe           | Buts |
| - | --------------------- | ---------------- | ---- |
| 1 | Teodor Anioła         | Kolejarz Poznań  | 20   |
| 2 | Gerard Cieślik        | Unia Chorzów     | 19   |
| 3 | Mieczysław Gracz (pl) | Gwardia Cracovie | 16   |